# Saison 2021-2022 du Paris Saint-Germain Handball
Maillots
Chronologie
Saison 2020-2021 Saison 2022-2023
La saison 2021-2022 du Paris Saint-Germain Handball est la 34e saison en première division depuis 1985.

## Pré-saison

### Budget
Pour la saison 2021-2022, le budget du Paris Saint-Germain Handball est de 17,8 millions d’euros. Une baisse de 1 million d’euros par rapport au budget de la saison 2020-2021. La masse salariale représente 53,8% du budget soit 9,58 millions d’euros.
| Saison         | 2021-2022 | 2020-2021 | 2019-2020 | 2018-2019 | 2017-2018 | 2016-2017 | 2015-2016 | 2014-2015 | 2013-2014 | 2012-2013 | 2011-2012     |
| Budget (en M€) | 17,80     | 18,86     | 17,45     | 17,06     | 17,70     | 17,41     | 16,55     | 14,76     | 13,58     | 09,22     | 2,45 Paris HB |

### Transferts
| Nom            | Poste         | Provenance/Destination | Durée \|- bgcolor="#D9FFD9" | Arrivées              | Arrivées | Arrivées | Arrivées |
| Luc Steins     | Demi-centre   | Fenix Toulouse HB      | 3 ans                       |                       |          |          |          |
| Sadou N'Tanzi  | Demi-centre   | Fenix Toulouse HB      | Retour de prêt              |                       |          |          |          |
| Départs        |               |                        |                             |                       |          |          |          |
| Dylan Nahi     | Ailier gauche | KS Kielce              | 4 ans                       |                       |          |          |          |
| Viran Morros   | Défenseur     | Füchse Berlin          | 1 an                        |                       |          |          |          |
| Prolongations  |               |                        |                             |                       |          |          |          |
| Adama Keïta    | Ailier gauche | 2 ans (jusqu'en 2023)  | 2 ans (jusqu'en 2023)       | 2 ans (jusqu'en 2023) |          |          |          |
| Luka Karabatic | Pivot         | 2 ans (jusqu'en 2024)  | 2 ans (jusqu'en 2024)       | 2 ans (jusqu'en 2024) |          |          |          |

### Effectif
Note : Est indiqué comme étant en sélection nationale tout joueur ayant participé à au moins un match avec une équipe nationale au cours de cette saison 2021-2022.
À noter que tous les Parisiens qui ont participé aux jeux olympiques sont revenus avec une médaille : les Français Yann Genty, Vincent Gérard, Luka Karabatic, Nikola Karabatic et Nedim Remili sont champions olympiques, les Danois Mikkel Hansen et Henrik Toft Hansen sont médaillés d'argent et l'Espagnol Ferrán Solé est médaillé de bronze. De plus, trois d'entre-eux (Gérard, Remili et Hansen) ont été élus dans l'équipe-type de la compétition.

### Préparation
Les joueurs qui ne sont pas partis à Tokyo ont retrouvé le chemin de l'entraînement le mardi 3 août 2021. Quant aux autres, ils sont revenus le lundi 23 août 2021 pour le traditionnel shooting photo de la rentrée.
| N° | Date       | Horaire | Club recevant                  | Score   | Club visiteur                     | Références |
| 1  | 25.08.2021 | 18h00   | US Créteil                     | 31 - 36 | Paris Saint-Germain Handball      | ,.         |
| 2  | 28.08.2021 | 18h00   | Paris Saint-Germain Handball   | 34 - 28 | Skjern Håndbold                   | ,          |
| 3  | 03.09.2021 | 16h00   | C' Chartres Métropole handball | 31 - 35 | Paris Saint-Germain Handball      | ,          |
| 4  | 04.09.2021 | 16h00   | Paris Saint-Germain Handball   | 37 - 25 | Dunkerque Handball Grand Littoral | ,          |

| Légende : | Victoire |  |  | Match nul |  |  | Défaite |

## Compétitions

### Coupe de la Ligue
La compétition fait son retour pour cette saison dans un format une nouvelle fois modifié. Ne s'oppose que les 16 clubs de la Liqui Moly StarLigue.
Les clubs participants à la Ligue des champions masculine de l'EHF 2021-2022 (soit le Paris Saint-Garmain et Montpellier Handball) intégrent la compétition en quarts de finale.
| Tour                    | Date       | Horaire | Diffuseur TV  | Lieu                           | Club recevant                | Score | Club visiteur                |
| Exempté de premier tour |            |         |               |                                |                              |       |                              |
| Quarts de finale        | 10.11.2021 | 20h00   | LNH TV        | Palais des sports André-Brouat | Fenix Toulouse Handball      | 25-39 | Paris Saint-Germain Handball |
| Demi-finale             | 18.12.2021 | 16h00   | BeIn Sports 3 | Les Arènes de Metz             | Paris Saint-Germain Handball | 28-29 | Chambéry SMB HB              |

| Légende : | Victoire |  |  | Match nul |  |  | Défaite |

A noter que Benoît Kounkoud, Adama Keïta et Yann Genty, testés positifs au Covid, n’étaient pas présent sur la feuille de match de la demi-finale. Luka Karabatic était également absent pour cause de blessure.

### Coupe de France
D’habitude destinée à tous les clubs masculins évoluant dans les cinq divisions nationales, cette année encore un format restreint est organisé. Seuls les clubs professionnels peuvent y prendre part. Les équipes peuvent inscrire jusqu'à 14 joueurs sur la feuille de match.
La compétition se déroule sur sept tours. Les clubs de Proligue commencent au premier tour. Les clubs de la Liqui Moly Starligue entrent selon leur classement à l’issue de la saison 2020-2021 de Starligue.
Au troisième tour, les clubs classés entre la 9e et la 14e places et les promus (Saran Loiret HB et Le Grand Nancy MHB) entrent en compétition. Au quatrième tour, les clubs classés entre la 3e et la 8e places entrent à leur tours, puis en quart de finale (soit le cinquième tour), les deux premiers du classement (le Paris Saint-Germain et Montpellier Handball).
| Tour                              | Date       | Horaire | Lieu                             | Diffuseur TV       | Club recevant           | Score       | Club visiteur           |
| Exempté des quatre premiers tours |            |         |                                  |                    |                         |             |                         |
| Tour 5 Quarts de finale           | 21.04.2022 | 20h30   | Stade Pierre-de-Coubertin        | La chaîne L'Équipe | Paris Saint-Germain     | 41 - 24 (D) | Montpellier Handball    |
| Tour 6 Demi-finale                | 14.05.2022 | 19h00   | Stade Pierre-de-Coubertin        | La chaîne L'Équipe | Paris Saint-Germain     | 39 - 32 (D) | Fenix Toulouse Handball |
| Tour 7 Finale                     | 11.06.2022 | 21h00   | Palais omnisports de Paris-Bercy | BeIn Sports        | Handball Club de Nantes | 31 - 36 (N) | Paris Saint-Germain     |

| Légende : | Victoire |  |  | Match nul |  |  | Défaite |  |  | (D) : match à domicile |  | (N) : match sur terrain neutre |

A noter que Mikkel Hansen n’était pas présent sur les feuilles de match à la suite de son embolie pulmonaire.

### Championnat - Liqui Moly StarLigue
Mikkel HANSEN a participé a son dernier match avec le PSG Handball le dimanche 13 mars 2022, lors du match de la 20ème journée du championnat conte l'équipe HBC Nantes au stade Pierre de courbertin. Il a dû arrêter la saison à la suite d'une embolie pulmonaire.
Le PSG Handball a été sacré champion de la Liqui Moly StarLigue pour la 9ème fois de son histoire, à l'issus de la 25ème journée, le vendredi 06 mai 2022.
| Journée        | Date       | Diffuseur TV | Club recevant            | Score   | Club visiteur            | Classement (sur 16) |
| MATCHS ALLERS  |            |              |                          |         |                          |                     |
| J1             | 10.09.2021 | BeIn Sports  | Paris Saint-Germain      | 34 - 25 | Istres Provence HB       | 1er                 |
| J2             | 19.09.2021 | BeIn Sports  | Paris Saint-Germain      | 43 - 28 | Fenix Toulouse           | 1er                 |
| J3             | 26.09.2021 | LNH TV       | US Créteil               | 32 - 36 | Paris Saint-Germain      | 1er                 |
| J4             | 02.10.2021 | LNH TV       | Paris Saint-Germain      | 45 - 22 | Cesson Rennes MHB        | 1er                 |
| J5             | 09.10.2021 | BeIn Sports  | USAM Nîmes Gard          | 25 - 32 | Paris Saint-Germain      | 1er                 |
| J6             | 17.10.2021 | BeIn Sports  | Paris Saint-Germain      | 36 - 29 | Chambéry SMB HB          | 1er                 |
| J7             | 24.10.2021 | BeIn Sports  | Montpellier Handball     | 33 - 34 | Paris Saint-Germain      | 1er                 |
| J8             | 30.10.2020 | BeIn Sports  | Pays d'Aix UC            | 24 - 35 | Paris Saint-Germain      | 1er                 |
| J9             | 13.11.2021 | LNH TV       | Paris Saint-Germain      | 39 - 25 | C' Chartres MHB          | 1er                 |
| J10            | 21.11.2020 | BeIn Sports  | Paris Saint-Germain      | 42 - 31 | Saint-Raphaël VHB        | 1er                 |
| J11            | 28.11.2021 | BeIn Sports  | Limoges Handball         | 30 - 33 | Paris Saint-Germain      | 1er                 |
| J12            | 05.12.2021 | LNH TV       | Paris Saint-Germain      | 38 - 26 | Grand Nancy Métropole HB | 1er                 |
| J13            | 14.02.2022 | LNH TV       | Saran Loiret HB          | 27 - 34 | Paris Saint-Germain      | 1er                 |
| J14            | 14.12.2021 | BeIn Sports  | HBC Nantes               | 29 - 30 | Paris Saint-Germain      | 1er                 |
| J15            | 05.02.2022 | BeIn Sports  | Paris Saint-Germain      | 38 - 30 | Dunkerque HGL            | 1er                 |
| MATCHS RETOURS |            |              |                          |         |                          |                     |
| J16            | 11.02.2022 | BeIn Sports  | Istres Provence HB       | 28 - 37 | Paris Saint-Germain      | 1er                 |
| J17            | 20.02.2022 | BeIn Sports  | Paris Saint-Germain      | 44 - 29 | Limoges Handball         | 1er                 |
| J18            | 27.02.2022 | BeIn Sports  | Paris Saint-Germain      | 36 - 31 | USAM Nîmes Gard          | 1er                 |
| J19            | 06.03.2022 | BeIn Sports  | Chambéry SMB HB          | 27 - 33 | Paris Saint-Germain      | 1er                 |
| J20            | 13.03.2022 | BeIn Sports  | Paris Saint-Germain      | 34 - 28 | HBC Nantes               | 1er                 |
| J21            | 27.03.2022 | LNH TV       | Grand Nancy Métropole HB | 32 - 37 | Paris Saint-Germain      | 1er                 |
| J22            | 03.04.2022 | BeIn Sports  | Paris Saint-Germain      | 37 - 32 | Pays d'Aix UC            | 1er                 |
| J23            | 10.04.2022 | BeIn Sports  | Cesson Rennes MHB        | 23 - 30 | Paris Saint-Germain      | 1er                 |
| J24            | 01.05.2022 | BeIn Sports  | Dunkerque HGL            | 24 - 37 | Paris Saint-Germain      | 1er                 |
| J25            | 06.05.2022 | BeIn Sports  | Paris Saint-Germain      | 37 - 33 | Montpellier Handball     | 1er                 |
| J26            | 22.05.2022 | BeIn Sports  | C' Chartres MHB          | 36 - 40 | Paris Saint-Germain      | 1er                 |
| J27            | 27.05.2022 | LNH TV       | Paris Saint-Germain      | 40 - 33 | Saran Loiret HB          | 1er                 |
| J28            | 01.06.2022 | BeIn Sports  | Fenix Toulouse           | 33 - 36 | Paris Saint-Germain      | 1er                 |
| J29            | 04.06.2022 | LNH TV       | Saint-Raphaël VHB        | 33 - 38 | Paris Saint-Germain      | 1er                 |
| J30            | 08.06.2022 | LNH TV       | Paris Saint-Germain      | 38 - 33 | US Créteil               | 1er                 |

| Légende : | Victoire |  |  | Match nul |  |  | Défaite |

Buts marqués par journée
Ce graphique représente le nombre de buts marqués lors de chaque journée du championnat.

### Ligue des champions 2021-2022
Il s'agit de la 10e participation du club à la Ligue des champions et la 9e fois d'affilée.
| Tour                     | Diffuseur TV | Journée        | Date       | Club recevant          | Score   | Club visiteur          | Classement (sur 8)   |
| Phase de groupe Groupe B | Eurosport    |                |            |                        |         |                        |                      |
| Phase de groupe Groupe B | Eurosport    | MATCHS ALLERS  |            |                        |         |                        |                      |
| Phase de groupe Groupe B | Eurosport    | J1             | 16.09.2021 | Veszprém KSE           | 34 - 31 | Paris Saint-Germain    | 5e                   |
| Phase de groupe Groupe B | Eurosport    | J2             | 23.09.2021 | Paris Saint-Germain    | 41 - 30 | Dinamo Bucarest        | 2e +3                |
| Phase de groupe Groupe B | Eurosport    | J3             | 29.09.2021 | SG Flensburg-Handewitt | 27 - 27 | Paris Saint-Germain    | 4e -2                |
| Phase de groupe Groupe B | Eurosport    | J4             | 14.10.2021 | Paris Saint-Germain    | 40 - 32 | HC Motor Zaporozhye    | 4e                   |
| Phase de groupe Groupe B | Eurosport    | J5             | 21.10.2021 | FC Barcelone           | 30 - 27 | Paris Saint-Germain    | 4e                   |
| Phase de groupe Groupe B | Eurosport    | J6             | 27.10.2021 | KS Kielce              | 38 - 33 | Paris Saint-Germain    | 4e                   |
| Phase de groupe Groupe B | Eurosport    | J7             | 18.11.2021 | Paris Saint-Germain    | 33 - 19 | FC Porto               | 4e                   |
| Phase de groupe Groupe B | Eurosport    | MATCHS RETOURS |            |                        |         |                        |                      |
| Phase de groupe Groupe B | Eurosport    | J8             | 24.10.2021 | FC Porto               | 30 - 39 | Paris Saint-Germain    | 3e +1                |
| Phase de groupe Groupe B | Eurosport    | J9             | 01.12.2021 | Paris Saint-Germain    | 32 - 27 | KS Kielce              | 3e                   |
| Phase de groupe Groupe B | Eurosport    | J10            | 08.12.2021 | Paris Saint-Germain    | 28 - 28 | FC Barcelone           | 2e +1                |
| Phase de groupe Groupe B | Eurosport    | J11            | 16.02.2022 | HC Motor Zaporozhye    | Annulé  | Paris Saint-Germain    | 2e                   |
| Phase de groupe Groupe B | Eurosport    | J12            | 25.02.2022 | Paris Saint-Germain    | 33 - 30 | SG Flensburg-Handewitt | 2e                   |
| Phase de groupe Groupe B | Eurosport    | J13            | 03.03.2022 | Dinamo Bucarest        | 31 - 39 | Paris Saint-Germain    | 1re +1               |
| Phase de groupe Groupe B | Eurosport    | J14            | 10.03.2022 | Paris Saint-Germain    | 39 - 40 | Veszprém KSE           | 3e -2                |
| Play-offs                | Eurosport    | Aller          | 30.03.2022 | Elverum Handball       | 30 - 30 | Paris Saint-Germain    | Score cumulé 67 - 60 |
| Play-offs                | Eurosport    | Retour         | 06.04.2022 | Paris Saint-Germain    | 37 - 30 | Elverum Handball       | Score cumulé 67 - 60 |
| Quart de Finale          | Eurosport    | Aller          | 11.05.2022 | Paris Saint-Germain    | 30 - 30 | THW Kiel               | Score cumulé 62 - 63 |
| Quart de Finale          | Eurosport    | Retour         | 18.05.2022 | THW Kiel               | 33 - 32 | Paris Saint-Germain    | Score cumulé 62 - 63 |

| Légende : | Victoire |  |  | Match nul |  |  | Défaite |

Buts marqués par journée
Ce graphique représente le nombre de buts marqués lors de chaque journée.

## Statistiques des joueurs
Tableau mis à jour après la 25ème journée de liquimoly Starligue.
| Numéro          | Poste   | Nationalité  | Prénom  | Nom         | Nombre de matchs | Nombre de buts | Nombre d’arrêts | Buts / Match | Arrêts / Match | Réussite       |
| Gardiens de but |         |              |         |             |                  |                |                 |              |                |                |
| 12              | GB      | Française    | Yann    | Genty       | 25               | 0              | 155             | 0            | 6.20           | 32.43%         |
| 1               | GB      | Française    | Vincent | Gérard      | 25               | 3              | 166             | 0.12         | 6.64           | 33.54%         |
| Ailiers         |         |              |         |             |                  |                |                 |              |                |                |
| 9               | ALG     | Française    | Adama   | Keïta       | 25               | 56             | 0               | 2.24         | 0              | 65%            |
| 11              | ALD     | Française    | Benoît  | Konkoud     | 24               | 71             | 0               | 2.96         | 0              | 77%            |
| 14              | ALD     | Espagnole    | Ferran  | Solé        | 25               | 65             | 0               | 2.60         | 0              | 71%            |
| 20              | ALG     | Française    | Mathieu | Grébille    | 25               | 58             | 0               | 2.32         | 0              | 76%            |
| Arrières        |         |              |         |             |                  |                |                 |              |                |                |
| 18              | ARD     | Française    | Nedim   | Rémili      | 19               | 68             | 0               | 3.58         | 0              | 59%            |
| 24              | ARG     | Danoise      | Mikkel  | Hansen      | 18               | 86             | 0               | 4.78         | 0              | 76%            |
| 71              | ARG     | Française    | Elohim  | Prandi      | 18               | 71             | 0               | 3.94         | 0              | 61%            |
| 10              | ARD     | Lettonne     | Dainis  | Kristopans  | 24               | 76             | 0               | 3.17         | 0              | 63%            |
| Demi-centres    |         |              |         |             |                  |                |                 |              |                |                |
| 44              | DC      | Française    | Nikola  | Karabatic   | 24               | 58             | 0               | 2.42         | 0              | 59%            |
| 6               | DC      | Néerlandaise | Luc     | Steins      | 23               | 66             | 0               | 2.87         | 0              | 79%            |
| 7               | DC      | Française    | Sadou   | N'Tanzi     | 25               | 26             | 0               | 1.04         | 0              | 58%            |
| Pivots          |         |              |         |             |                  |                |                 |              |                |                |
| 22              | P       | Française    | Luka    | Karabatic   | 22               | 54             | 0               | 2.45         | 0              | 73%            |
| 15              | P       | Danoise      | Henrik  | Toft Hansen | 24               | 14             | 0               | 0.58         | 0              | 56%            |
| 21              | P       | Polonaise    | Kamil   | Syprzak     | 23               | 128            | 0               | 5.57         | 0              | 78%            |
| MOYENNE         | MOYENNE | MOYENNE      | MOYENNE | MOYENNE     | X                | X              | X               | 2.70         | 6.42           | 32.85 / 67.92% |
| TOTAL           | TOTAL   | TOTAL        | TOTAL   | TOTAL       | X                | 900            | 321             | X            | X              | X              |

| Légende : | Meilleur statistique |

https://www.lnh.fr/liquimoly-starligue/equipes/paris-saint-germain-handball